# Sancie de Provence
Titres
Reine de Germanie
13 janvier 1257 – 9 novembre 1261
4 ans, 9 mois et 27 jours
Comtesse de Cornouailles
23 novembre 1243 – 9 novembre 1261
17 ans, 11 mois et 17 jours
Sancie de Provence, née probablement vers 1225/1228 et morte le 9 novembre 1261 à Berkhamsted, est une noble issue de la maison de Barcelone, devenue par mariage comtesse de Cornouailles et reine de Germanie. Elle ne sera toutefois jamais sacrée impératrice.

## Biographie
Sancie (ou Sancha) est la troisième fille de Raimond-Bérenger IV, comte de Provence et de Forcalquier, et de Béatrice de Savoie,. 
Probablement née en 1225/1228, à Aix-en-Provence, elle a pour sœur Marguerite, qui épouse le roi Saint Louis, Éléonore épouse du roi Henri III d'Angleterre et Béatrice, épouse de Charles, frère de Saint Louis, et roi de Sicile (1266-1282), de Naples (1266-1285). 
Elle est tout d'abord promise, au cours de l'année 1240, au dauphin de Viennois, Guigues VII (1225-1269), fils de Guigues VI de Viennois et de Béatrice de Montferrat, mais l'engagement est annulé par deux évêques car le dauphin a déjà contracté des fiançailles avec Cécile des Baux,. 
Vers août 1241, Sancie, qui est célèbre pour sa beauté tout comme ses trois sœurs, est promise à Raymond VII de Toulouse mais le mariage ne se réalise pas car une dispense papale est nécessaire. Or, le pape Célestin IV vient de mourir et Innocent IV ne sera élu que plus d'un an après son décès.
L'engagement est donc rompu et c'est sous l'impulsion de sa sœur Éléonore qu'elle est promise à son beau-frère, Richard Ier, comte de Cornouailles, qui est veuf de sa première femme, Isabelle le Maréchal. L'évêque de Hereford, Pierre d'Aigueblanche, originaire de Savoie, diplomate à la cour des rois Saint Louis et Alphonse X de Castille, et Pierre de Savoie, l'oncle des deux princesses, sont chargés des négociations,. L'acte est signé le 17 juillet 1242 à Tarascon,,. Sancie est représentée par sa mère, la comtesse Béatrice, et Richard par Pierre de Savoie, le frère de Béatrice. Le mariage se déroule le 23 novembre 1243 dans l'abbaye de Westminster.
En 1245, son père, Raimond-Bérenger IV meurt en laissant par testament le titre de comtesse de Provence et de Forcalquier à sa plus jeune fille, encore célibataire, Béatrice,. 
Sancie, ainsi que Marguerite et Éléonore, aurait préféré que les fiefs paternels soient partagés entre les quatre sœurs mais le frère de Saint Louis, Charles d'Anjou, que le pape Innocent IV avait contribué à choisir comme époux pour Béatrice, envahit la Provence et refuse de la partager, ce qui explique les tensions qui marqueront toujours les rapports entre Charles et ses belles-sœurs spoliées. 
Le 13 janvier 1257, Richard de Cornouailles est élu roi des Romains par quatre des sept Grands Électeurs, en dehors des murs de Francfort. Ayant reçu la nouvelle, il part de Londres le 10 avril accompagné de Sancie et de leurs deux enfants. Richard et Sancie sont couronnés à la cathédrale d'Aix-la-Chapelle par l'évêque de Cologne le 17 mai 1257, tandis que le rival de Richard, Alphonse X de Castille, non seulement n'a jamais été couronné mais n'a aucune intention de se rendre en Allemagne[réf. nécessaire]. Ils voyagent ensuite pendant 15 mois dans toute la région autour de Mayence[réf. nécessaire]. 
Malgré le succès remporté en Allemagne, surtout en Rhénanie, le pape Alexandre IV, hésite entre les deux candidats : malgré une préférence pour Richard, il ne souhaite pas rompre les liens d'amitié qui l'unissent à Saint Louis, allié d'Alphonse X et ne sait qui couronner. Ce n'est qu'en 1259 que le pape choisira Richard mais quand il envoie son légat en Allemagne pour les inviter à Rome, Richard et Sancie sont déjà repartis en Angleterre depuis janvier car la situation politique s'y est détériorée. Alexandre IV laisse passer le moment et retourne à son état d'indécision, qui durera jusqu'à sa mort, en mai 1261. 
Sancie tombe malade le 5 novembre 1261 et décède le 9, au château de Berkhamsted, dans le Hertfordshire, et est enterrée le 15 novembre dans l'abbaye de Hailes, dans le Tewkesbury, que son mari avait fondée.

## Famille et descendance
Son époux est père de quatre enfants de son premier mariage, dont Henri dit d'Almain (1235-† 1271), roi des Romains, marié en 1269 à Constance de Moncade, comtesse de Bigorre († 1310). Du mariage entre Richard et Sancie naissent trois fils :
- Richard, né et décédé en 1246 ;
- Edmond, 2ème comte de Cornouailles, marié en 1272 à Marguerite de Clare ;
- Richard (1252-1296).

Veuf, Richard de Cornouailles se remariera une troisième fois, en 1269, avec Béatrice de Falkenbourg ou Fauquemont (1253-† 1277), qui ne lui donne pas d'enfant. Il est par ailleurs le père naturel de Richard de Cornewall, ancêtre des Cornwall-Legh, puis barons Grey, né de sa relation avec Jeanne de Vautorte.